# Cmentarz wojenny nr 196 – Rzuchowa
Cmentarz wojenny nr 196 – Rzuchowa – zabytkowy cmentarz z I wojny światowej. Zaprojektowany przez Heinricha Scholza. W czterech grobach zbiorowych i 77 pojedynczych pochowano tu 34 żołnierzy austro-węgierskich i 52 żołnierzy rosyjskich. Znajduje się w południowej części miejscowości Koszyce Małe, w przysiółku Wola Ostrębowska.
W czasie drugiej wojny światowej w pobliskich lasach Niemcy rozstrzelali kilkanaście osób o nieustalonej tożsamości, przywiezionych z kierunku Tarnowa. W latach pięćdziesiątych XX w. ciała ofiar ekshumowano i przeniesiono na ten cmentarz.

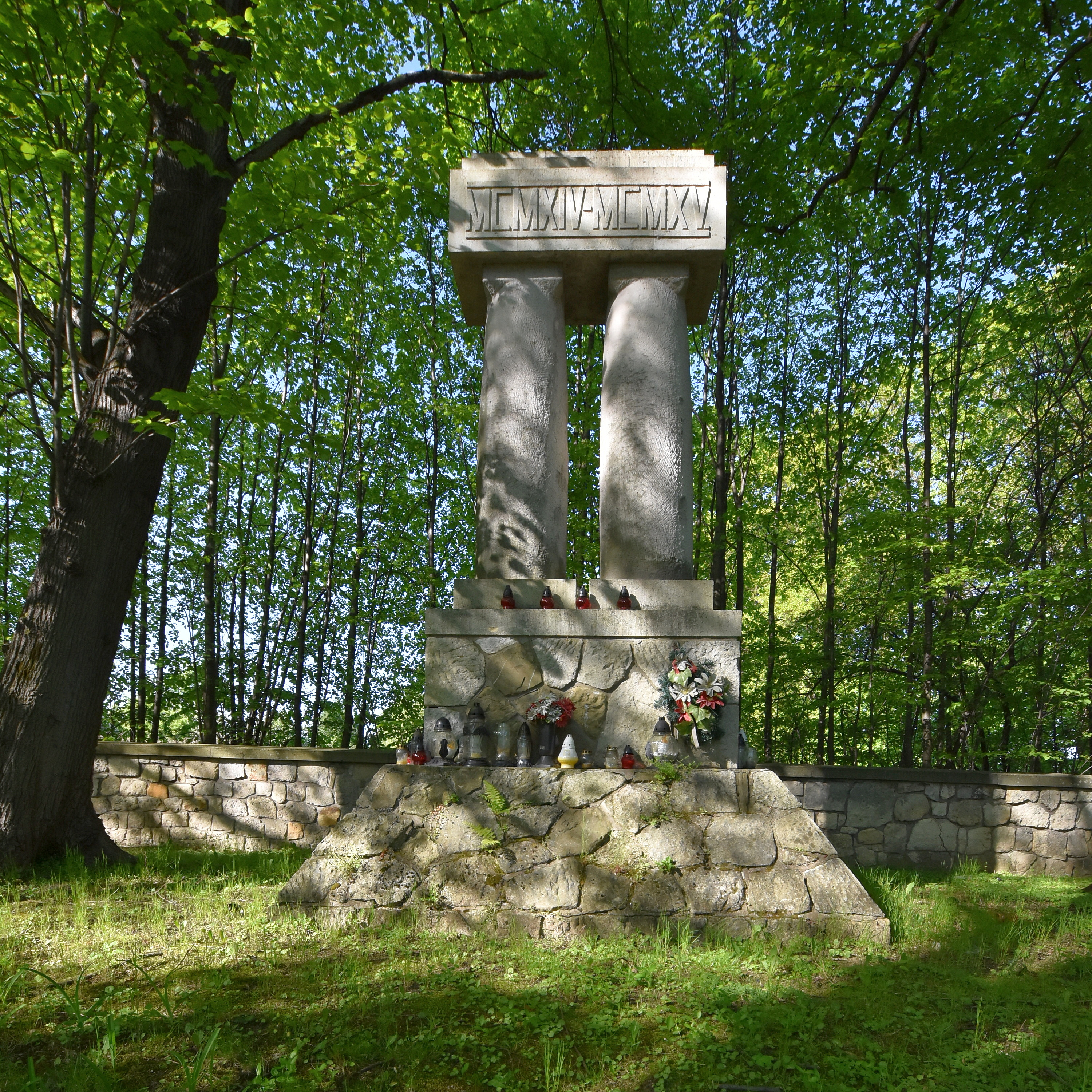
Pomnik centralny
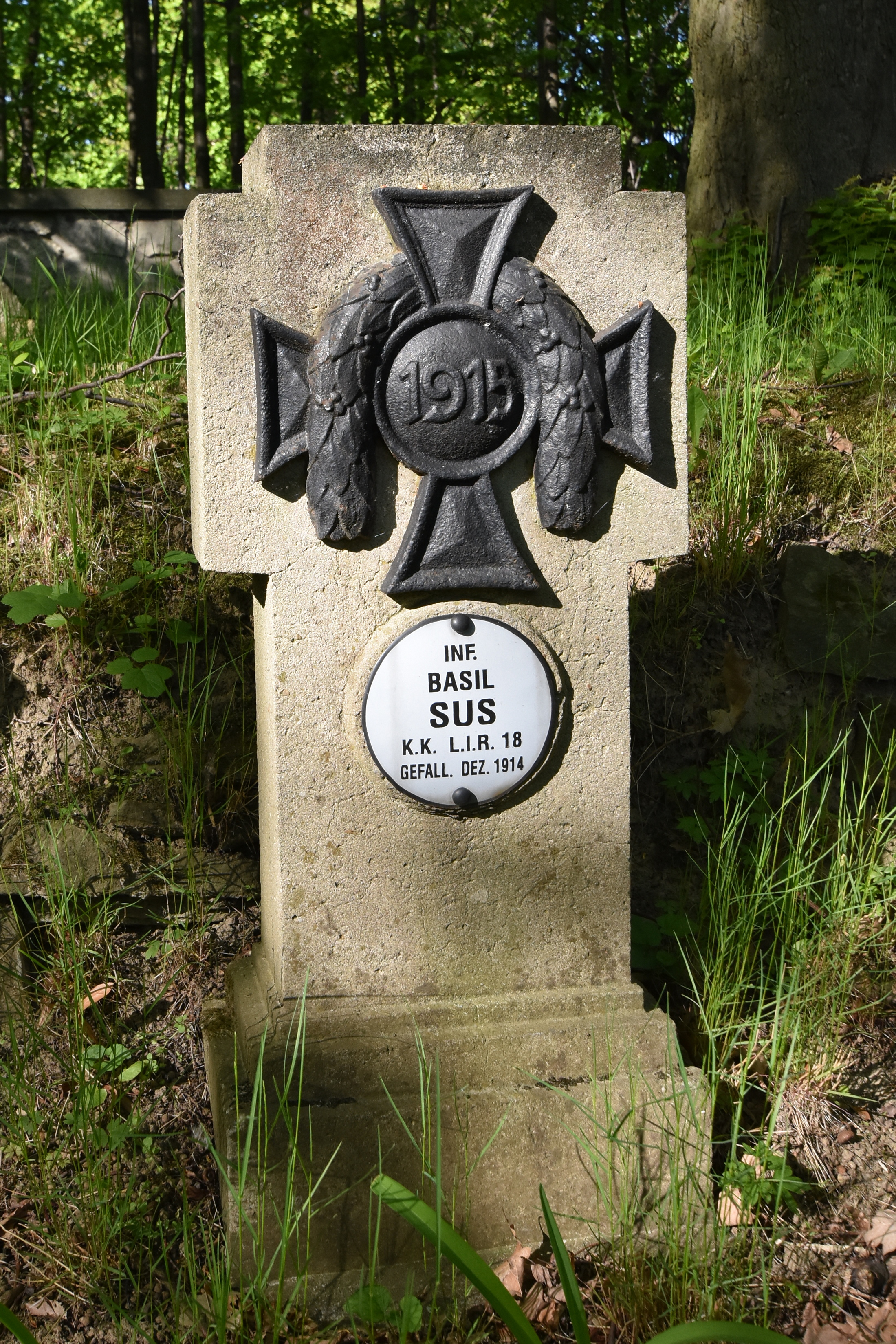
Nagrobek
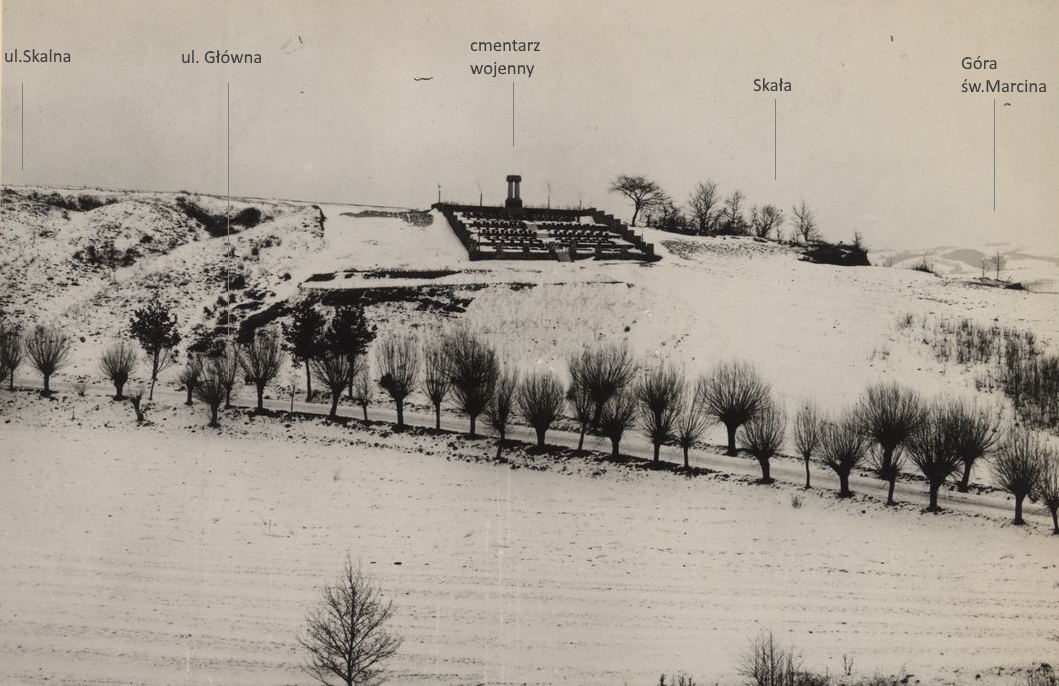
Widok z okresu 1918-1923.